# Hermès
|  | Per a altres significats, vegeu «Thierry Hermès». |

|  | No s'ha de confondre amb Hermes. |

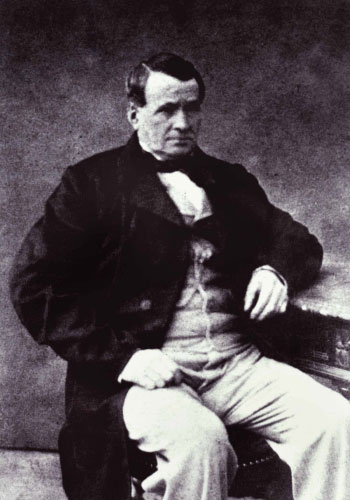
Thierry Hermès, fundador d'Hermès

Hermès International, S.A., o senzillament Hermès, és una marca de moda francesa, especialitzada en accessoris de cuir prêt-à-porter (preparat per endur) i perfums de luxe. Hermès gaudeix d'un gran prestigi internacional i és reconeguda pel seu logotip format per un carruatge amb un cavall i el conductor. Els seus productes només són disponibles en les boutiques d'Hermès i a través de la seva web oficial.
Fou fundada l'any 1837, a París, com una botiga de cadires per muntar a cavall per Thierry Hermès. Anà guanyant reputació gradualment. Al segle xx, la companyia s'expandí a la indústria de la moda amb un punt de vista renovat. Al segle xxi, Hermès continua usant la seva tècnica tradicional en les seves creacions, balancejant i barrejant subtilment el passat, el present i el futur en cada aspecte de la seva imatge. El seu director creatiu és el francès Christopher Lemaire. Els competidors d'Hermès són les cases de moda Chanel, Gucci, Louis Vuitton i Christian Dior, malgrat que Hermès continua essent la primera marca mundial degut a la seva qualitat i els seus preus, molt superiors als de les cases anteriors.